# Alice Shields
Alice F. Shields (* 18. Februar 1943 in New York City) ist eine US-amerikanische Komponistin.

## Leben und Wirken
Shields studierte Komposition an der Columbia University. Sie unterrichtete Musikpsychologie an der New York University und war stellvertretende Direktorin des Columbia-Princeton Electronic Music Center und Director of Development am Computer Music Center der Columbia University. Daneben trat sie als professionelle Opernsängerin u. a. an der New York City Opera, der Washington National Opera und bei der Clarion Music Society auf. Sie gilt als eine Pionierin der elektronischen Musik. Geprägt sind ihre Werke auch von klassischer indischer Musik und indischem Tanz.
Neben elektronischer Musik komponierte Shields mehrere Opern, Chorwerke und Vokalmusik, Kammermusik und Werke für Soloinstrumente. Ihre Kompositionen werden bei nationalen und internationalen Festivals aufgeführt und wurden mehrfach u. a. mit Preisen von Chamber Music America, Meet the Composer und der American Composers Alliance ausgezeichnet.

## Werke
- Missa Brevis, Oratorium für Sopran, Alt, Tenor; Bass-Gitarre, Flöte und Trommel, 1965
- Jack Dunne's Revenge, Oper, 1966
- Sow (as in "pig") für Sopran, Alt, Tenor, Bass, gemischten Chor, vierstimmigen Kinderchor und Instrumente, 1966
- Wildcat Songs für Sopran und Piccoloflöte, 1966
- The Storyteller für Bassbariton und Orchester, 1967
- Spring Music für Sopran, Trompete und Oboe, 1967
- Study for Voice and Tape, elektronische Musik auf Tonband, 1968
- The Odyssey of Ulysses the Palmiped (Odyssey 1), Oper, 1968
- Richard III: Speeches for Male Actor, Trumpet & Drums, 1968
- Dance Piece Nr. 3, elektronische Musik auf Tonband, 1969
- The Transformation of Ani, elektronische Musik auf Tonband, 1970
- Odyssey 2. Oper, 1970
- Farewell to a Hill, elektronische Musik auf Tonband, 1975
- Odyssey 3. Oper, 1975
- Ev's Song für Bariton und Klavier, 1975
- The little garter snake in the grass für Kinderstimmen und Perkussion, 1976
- Jack an the Beanstalk für Kinderstimmen, 1976
- Bicycle Music, elektronische Filmmusik, 1977
- Coyote, elektronische Musik auf Tonband, 1980
- Neruda Songs für Mezzoeoprn und Cello, 1981
- O Gracious Light für gemischten Chor, 1983
- Rhapsody for Piano and Tape, 1983
- The Black Lake für Tenor, Cello und elektronische Musik auf Tonband, 1984
- Shaman, Oper, 1987
- Levertov Songs für Mezzosopran und Viola, 1987
- Aurora für Violine und Oboe, 1987
- Wraecca, Oper, 1989
- Mass for the Dead. Oper, 1992
- Possente Spirto für Bariton (Sopran und Mezzosopran) und Tonband, 1992
- Invocation, elektronische Musik auf Tonband, 1992
- The Virgin's Song für Sopran und Keyboard, 1993
- Snow für Sprecher und elektronische Musik auf Tonband, 1993
- Red Woman ("An Bean Rua") für Sprecherin und elektronische Musik auf Tonband, 1993
- Namaste ("Greetings") für Mezzosopran und Keyboard, 1993
- Organ Screaming für Bariton oder Mezzosopran und Tonband, 1993
- Shivatanz, Oper, 1993
- Apocalypse, Oper, 1994
- Anugraha - "Grace" für Viola, 1994
- It's Haunted Here, Fragile Breakfast, & Sparkling Brains für Multimedia auf CD, 1995
- Vegetable Karma, Computermusik auf CD, 1999
- Komachi at Sekidera für Sopran und Altflöte, Altflöte und Koto oder Altflöte und Harfe, 1999
- Rani tero für Bariton oder Alt vier Bassviolen, 2000
- Dust, Computermusik auf CD, 2001
- Aje to ananda für Bariton oder Mezzosopran, Orgel oder Akkordeon und Röhrenglocken, 2001
- Sumirana kareley für Sopran und Streichquartett, 2001
- Aba mane manele für Sopran, Flöte und Harfe, 2001
- Shenandoah, Computermusik auf CD, 2002
- Ya Devi für Bariton oder Mezzosopran, Flöte, Harfe und Streichquartett, 2002
- Rani tero für hoge Stimme und vier Bassviolen, 2002
- Kirtannam Nr. 2 for Flute & Oboe, 2002
- The Mud Oratorio, Computermusik, 2003
- Mioritza - Requiem for Rachel Corrie für Posaune und Computermusik auf Tonband, 2003
- Ave Maris Stella für gemischten Chor, 2003
- Azure für Flöte, Violine, Viola, Cello und Computermusik auf Tonband, 2003
- Fanfare für zwei Trompeten und zwei Posaunen, 2003
- Kyrielle für Violine und Tonband, 2005
- From The Ocean of Beauty – Saundarya Lahari für Flöte, Viola und Harfe, 2006
- Percussion Quartet, 2007
- The River of Memory für Posaune und Computermusik, 2008
- Cryseyde, Oper, 2010
- Quartet for Piano and Percussion, 2016
- White Heron Dance für Audiomedien, 2017
- Zhaojün - The Woman Who Saved the World, Oper, 2018
- The Wind in the Pines für Sopran, Theorbe, Oud, Renaissance-Harfe, Altflöte, Altblockflöte und Perkussion, 2018
- Larynx für Piccoloflöte, Klavier und drei Perkussionisten, 2018
- O Gracious Light für gemischten Chor, 2018[1]
- Pulchra es für doppelten gemischten Chor, Sopran und Orgel, 2019[1]
- The Wind in the Pines für Sopran und sechs Instrumente, 2020[2]
- Mioritza – Requiem for Rachel Corrie für Trompete und Audiomedien, 2020[1]